# Lacuna Coil
Lacuna Coil (italienisch lacuna „leer“ und englisch coil „Spirale“) ist eine italienische Alternative-Metal-Band aus Mailand, die aufgrund ihrer hohen Popularität in der Schwarzen Szene und ihres entsprechenden Auftretens auch unter dem Sammelbegriff Gothic Metal gehandelt wird. Sie gehört zu den erfolgreichsten italienischen Metalbands und steht bei der deutschen Plattenfirma Century Media unter Vertrag. Die Diskographie der Band umfasst neun Studioalben, eine DVD und zwei Kompilationen.
Weltweit hat die Band bis Mai 2012 über zwei Millionen Alben verkauft. Ihr drittes Album Comalies ist mit über 500.000 verkauften Einheiten das weltweit meistverkaufte Album in der Firmengeschichte von Century Media.

## Geschichte

### 1994–1997: Die Vorgeschichte
1994 gründeten der Gitarrist Marco Coti-Zelati und sein Freund und Sänger Andrea Ferro die Band Sleep of Right. Coti-Zelati übernahm den Bass, Raffaele Zagaria spielte Gitarre und Michelangelo Schlagzeug. Im selben Jahr spielte die Band ihr erstes Konzert in Bologna. Mit dem Lied Bleeding Souls war die Band auf dem Sampler Noise of Bolgia vertreten.
Mit Claudio Leo wurde ein zweiter Gitarrist verpflichtet, während Michelangelo durch Leonardo Forti ersetzt wurde. Die mit der Band befreundete Cristina Scabbia wurde für Hintergrundgesang verpflichtet. Scabbia war zuvor auf vielen Italo-Pop-Produktionen zu hören. Nachdem die Band feststellte, dass ihr Gesang hervorragend zu Ferros Growls passt, wurde sie festes Bandmitglied.
Noch vor Scabbias Einstieg änderte die Band ihren Namen in Ethereal. Im Mai 1996 nahm die Band ein Demo mit den Liedern Shallow End und Frozen Feeling auf und bewarb sich bei verschiedenen europäischen Plattenfirmen. Die Band schlug ein Angebot von Nuclear Blast aus und unterschrieb bei Century Media. Mit dem Vertrag in der Tasche fand man jedoch heraus, dass es bereits eine griechische Band mit dem Namen Ethereal gibt. Daraufhin änderte die Band ihren Namen in Lacuna Coil.

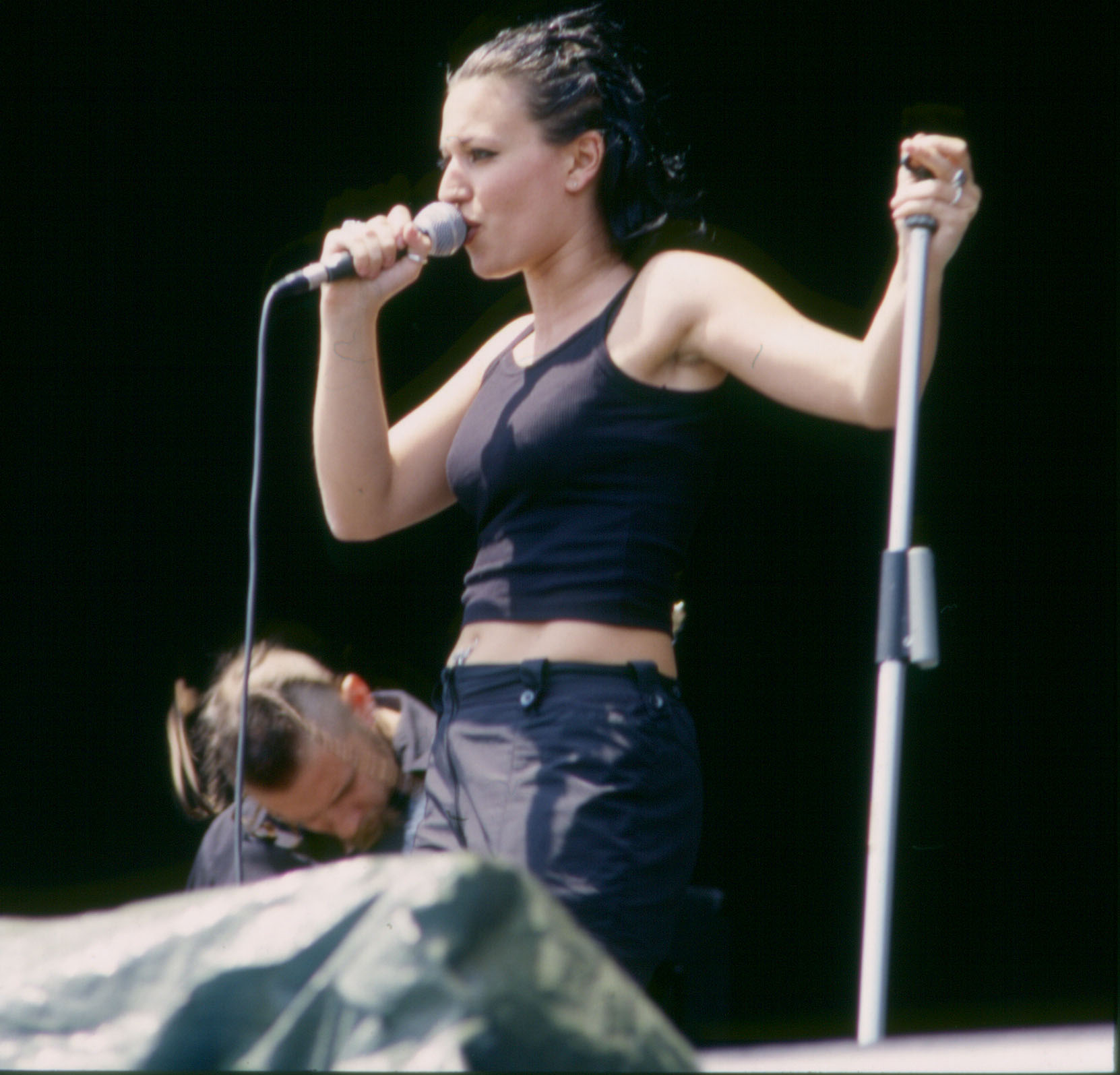
Cristina Scabbia 2006

### 1997–2001:In a ReverieundUnleashed Memories
1997 fuhr die Band in das Woodhouse Studio in Hagen, um die erste, selbstbetitelte EP aufzunehmen. Als Produzent fungierte Waldemar Sorychta (Ex-Grip Inc./Despair), der zum Stammproduzenten der Band werden sollte. Schon im Studio wurde deutlich, dass es zwischen Zagaria und Forti auf der einen und dem Rest der Band auf der anderen Seite große musikalische Differenzen gab. Trotz dieser Probleme nahm die Band sechs Lieder auf. Die zwei Lieder des Ethereal-Demos wurden nicht verwendet, weil sie nach Meinung der Band nicht zu den neuen Liedern passten. Die Band ging zusammen mit ihren Labelkollegen von Moonspell auf Tournee. Schon nach drei Konzerten warfen Zagaria, Leo und Forti das Handtuch und verließen die Band. Mit Ersatzmusikern, u. a. Markus Jüllich von Crematory und Anders Iwers von Tiamat, konnte die Tour beendet werden.
Pünktlich zur Veröffentlichung der EP wurden mit Cristiano Migliore (vorher Thy Nature) und Cristiano Mozzati (vorher Time Machine) neue Musiker rekrutiert. Mit der neuen Besetzung ging die Band erneut auf Tournee, diesmal mit The Gathering und Seigmen. Aufgrund einer Verletzung wurde Migliore durch Steve Minellig vertreten. Im Sommer spielten Lacuna Coil erstmals auf dem Wacken Open Air. Im Oktober 1998 kehrte die Band ins Woodhouse Studio zurück, um – wieder mit Waldemar Sorychta – ihr Debütalbum In a Reverie aufzunehmen. Das Songmaterial wurde härter und das Album sollte vor allem in Deutschland und Skandinavien große Beachtung erhalten. Im Januar 1999 stieß mit Marco Biazzi ein zweiter Gitarrist zur Band. Es folgten Tourneen mit Skyclad, Samael und Lacrimosa.
Nach Abschluss der Tour ging die Band wieder ins Studio, um ihre zweite, Halflife betitelte EP aufzunehmen. Die EP enthält fünf Lieder, darunter mit Senzafine das erste mit italienischem Text. Außerdem wurde mit Stars, im Original von der Band Dub Star, zum ersten Mal eine Coverversion aufgenommen. Lacuna Coil spielten ihre ersten Konzerte im Vereinigten Königreich und in Irland. Im Herbst des gleichen Jahres nahm die Band wieder im Woodhouse Studio das zweite Studioalbum Unleashed Memories auf. Es enthält neun neue Lieder sowie eine alternative Version von Senzafine. Nachdem das Album fertig war, reiste die Band im Dezember für zwei Konzerte nach Mexiko.

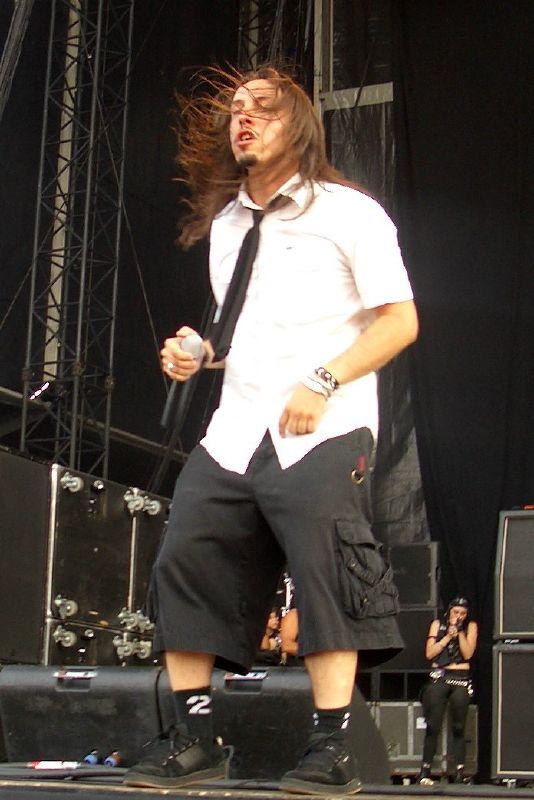
Andrea Ferro 2006

Das Jahr 2001 verbrachte die Band größtenteils auf Tournee. Dabei eröffneten Lacuna Coil für so unterschiedliche Bands wie Theatre of Tragedy, Dimmu Borgir, In Flames oder Nevermore und traten auf Festivals wie dem M’era Luna auf. Zum ersten Mal spielte die Band im Vorprogramm von Moonspell Konzerte in den USA. Ferner unterstützte die Band den neu gegründeten italienischen TV-Sender Rock TV. Anfangs strahlte der Sender ein Konzert der Band aus, später interviewten die Musiker andere Bands wie Blind Guardian oder Dimmu Borgir.

### 2002–2007:ComaliesundKarmacode
Im September 2002 wurde das dritte Studioalbum Comalies veröffentlicht, welches der Band den weltweiten Durchbruch in der Metalszene bescherte. Nach der Veröffentlichung folgten mehrere Tourneen. Nach einer Rundreise durch Italien reiste man zusammen mit Sentenced durch Europa. Es sollte ein Abstecher durch die USA mit Opeth und Paradise Lost folgen. Aufgrund von Visumproblemen mussten Lacuna Coil die Tour jedoch absagen. Im Herbst 2003 spielten Lacuna Coil insgesamt 76 Konzerte in den USA zusammen mit Type O Negative und Anthrax. Während dieser Tour drehte die Band einen Videoclip zur Singleauskopplung Heaven's a Lie. Das Lied wurde daraufhin auf vielen amerikanischen Radiostationen gespielt, während die Musikvideos zu Heaven’s a Lie und der zweiten Single Swamped bei MTV2 Headbanger’s Ball (USA) bzw. VIVA Plus (Deutschland) regelmäßig ausgestrahlt wurden.
Im Dezember 2003 folgte eine eigene Headlinertournee durch Europa mit Moonspell, Passenger und Poisonblack. Das Jahr 2004 begann mit der Verlängerung ihres Vertrages mit Century Media. Nach einer weiteren US-Tour mit P.O.D. wurde die Band zur Ozzfest-Tour eingeladen. Comalies wurde in einer Ozzfest-Edition als Doppel-CD neu veröffentlicht. Nebenbei wurde ein Video zur Single Swamped gedreht. Das Lied wurde außerdem für den Soundtrack des Films Resident Evil: Apocalypse verwendet. Im Juli schaffte Comalies erstmals den Sprung in die US-amerikanischen Albumcharts. Mittlerweile ist Comalies mit weltweit über 500.000 verkauften Exemplaren das meistverkaufte Album der Firma Century Media und Lacuna Coil wurden zur erfolgreichsten italienischen Rockband. Zudem ist das Lied Swamped in den Credits des Spiels Vampire: The Masquerade – Bloodlines zu hören.

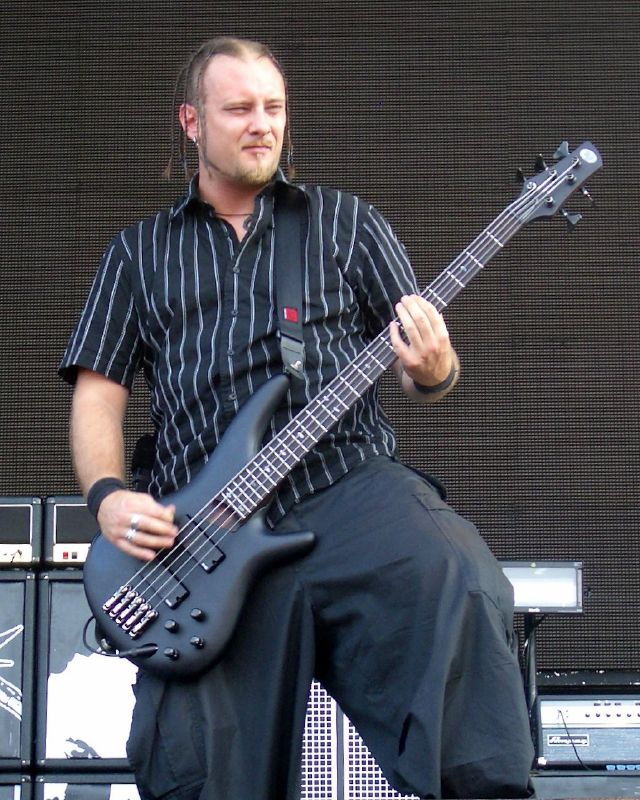
Marco Coti Zelati

Im Jahr 2005 beschäftigte sich die Band mit dem Songwriting für ihr viertes Studioalbum Karmacode und trat zudem bei den Festivals Rock am Ring/Rock im Park auf der Talent Stage auf. Aufgrund der gestiegenen Popularität der Band in den USA wurde die Veröffentlichung auf April 2006 verschoben. Durch die Verzögerung konnte sich die Band während der Produktion mehr Zeit nehmen. Zuvor hatte Century Media die bisherigen Alben mit Bonusmaterial und neuem Artwork neu veröffentlicht und Cristina Scabbia trat als Gastsängerin beim Lied I´m That des italienischen Sängers Fabio Battiato auf. Im Oktober 2005 traten Lacuna Coil als Headliner des Metal Female Voices-Festivals in Belgien auf und das Lied „Daylight Dancer“ wurde für den Soundtrack des Films The Cave verwendet.
Als erste Single des Albums Karmacode wurde Our Truth ausgekoppelt. Das dazugehörige Musikvideo wurde erneut häufig auf MTV und Viva ausgestrahlt. Our Truth wurde für den Soundtrack des Films Underworld: Evolution verwendet. Drei weitere Singles wurden ausgekoppelt, darunter mit „Enjoy the Silence“ eine Depeche-Mode-Coverversion. Karmacode stieg auf Platz 28 der US-amerikanischen Charts ein und wurde in der ersten Woche 34.000 Mal verkauft. Anfang 2006 spielten Lacuna Coil eine Nordamerikatournee mit Rob Zombie. Wie im letzten Jahr trat die Band wieder bei Rock am Ring und Rock im Park auf, diesmal auf der Alternastage. Anschließend ging es wieder nach Amerika zur Ozzfest-Tour, wo Lacuna Coil auf der Hauptbühne spielten. Im September 2006 folgte dann die nächste Headlinertournee durch Europa, erneut mit Poisonblack und außerdem Lacrimas Profundere als Vorbands. Für Karmacode wurde der Band im Februar 2007 eine Silberne Schallplatte für 20.000 verkaufte Exemplare in Italien verliehen.

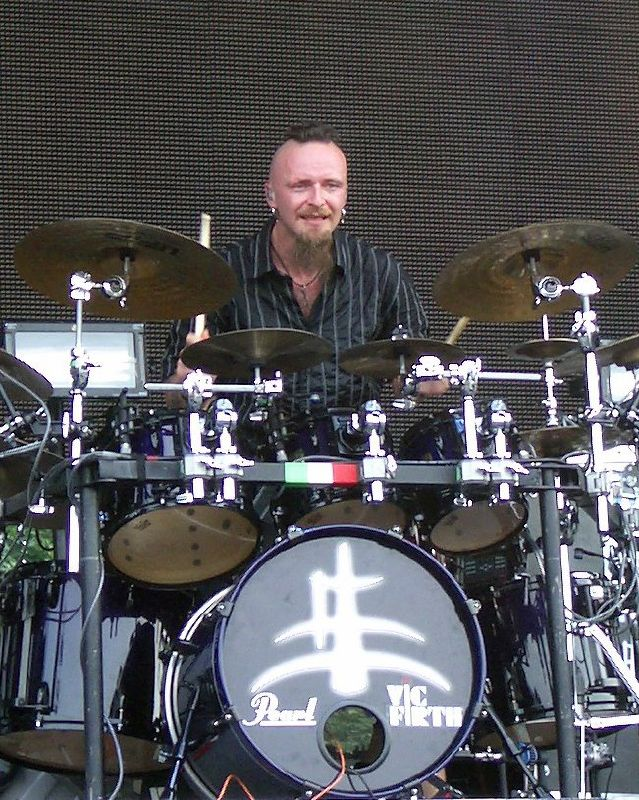
Cristiano Mozzati

Zwischenzeitlich trat Cristina Scabbia wieder als Gastsängerin in Erscheinung. Zum einen sang sie mit Megadeth eine neue Version des Liedes A tout le Monde ein. Außerdem lieh sie ihre Stimme für das Apocalyptica-Lied S.O.S. (Anything But Love). Das Lied The Ghost Women and the Hunter vom Album Comalies wurde für den Soundtrack des Films X-Men: Der letzte Widerstand verwendet. Ende März 2007 gingen Lacuna Coil zusammen mit Stone Sour und Shadows Fall auf die Jägermeister Music Tour durch Nordamerika. Direkt im Anschluss folgte eine Headlinertournee durch Nordamerika, genannt The Hottest Chicks in Metal Tour. Als Support dienten ausschließlich Bands mit weiblichem Gesang, nämlich Within Temptation, The Gathering, In This Moment, Stolen Babies sowie Kylesa. Anfang August trat die Band wieder auf dem Wacken Open Air auf. Im Oktober 2007 spielten Lacuna Coil erstmals in Japan. Einen Monat später tourte die Band mit Megadeth, Static-X und DevilDriver durch Australien. Die Tour wurde am 1. Dezember 2007 mit einem Konzert in der Heimatstadt Mailand beendet.

### 2008–2013:Shallow LifeundDark Adrenaline
Im Frühjahr 2008 begann die Band mit den Arbeiten an ihrem fünften Studioalbum und ihrer ersten DVD. Nachdem die ersten vier Alben in den Hagener „Woodhouse Studios“ stattfanden ging die Band dieses Mal neue Wege und wählte Don Gilmore als Produzenten. Gilmore hatte sich durch seine Zusammenarbeit mit Linkin Park und Avril Lavigne einen Namen gemacht. Die Aufnahmen fanden im September und Oktober 2008 in den NRG Studios in Los Angeles statt. Gegenüber dem Magazin Rock Sound erklärte Scabbia, dass es sich bei dem neuen Album Shallow Life um ein Konzeptalbum handelt. Alle Lieder behandeln das Thema Oberflächlichkeit und die Unzufriedenheit und das dadurch entstehende Unglück.
Die Visual Karma: Mind, Body & Soul betitelte DVD erschien bereits im November 2008 und enthält Aufnahmen ihrer Auftritte beim Wacken Open Air und dem Loud Festival in Japan, beide aus dem Jahre 2007. Darüber hinaus befinden sich auf der DVD Interviews mit den Bandmitgliedern und Backstageimpressionen. Im November 2008 tourten Lacuna Coil im Vorprogramm von Bullet for My Valentine durch Europa und spielten im Dezember die ersten Konzerte in Russland und Estland.

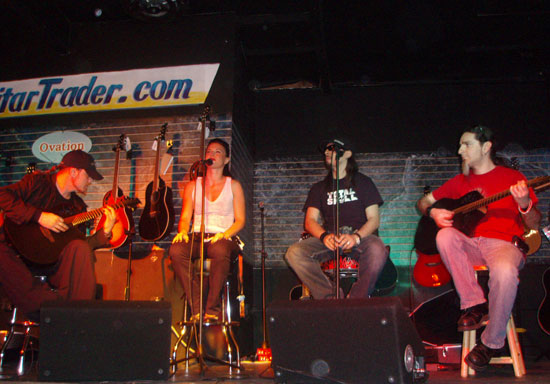
Akustikkonzert in San Diego

Im Februar 2009 traten Lacuna Coil bei einigen Konzerten des australischen Soundwave Festivals auf. Anschließend ging es nach Nordamerika als Support von Disturbed auf ihrer Music as a Weapon IV-Tour, zusammen mit Killswitch Engage und Chimaira. Im Juli 2009 folgte eine eigene Headlinertournee durch Nordamerika, genannt Spellbound Tour. Als Support dienten hierbei Kill Hannah, Seventh Void sowie Dommin. Unterbrochen wurde die Tour durch den mittlerweile vierten Auftritt beim Wacken-Festival sowie einige Konzerte in England. Nach nur kurzer Pause folgte im September 2009 eine weitere Tour durch Nordamerika, diesmal als Support von All That Remains im Rahmen der Harddrive Live Tour.
Anfang 2010 tourten Lacuna Coil dann wieder mit ihrer Shallow Life Tour als Headliner durch Europa, zusammen mit Deadlock sowie erneut Dommin. Dabei mussten sie für einige Konzerte auf ihren Bassisten Marco Coti Zelati verzichten, welcher aufgrund einer Schulterverletzung pausierte. Dieser begann mit den Arbeiten zum sechsten Studioalbum Dark Adrenaline, welches erneut mit Don Gilmore aufgenommen wurde. Die ursprünglich für den Herbst 2011 geplante Veröffentlichung wurde auf den Januar 2012 verschoben. Im Januar 2013 verstarb Ex-Gitarrist Claudio Leo, laut einem Interview an Krebs.

### 2013–2017:Broken Crown HaloundDelirium

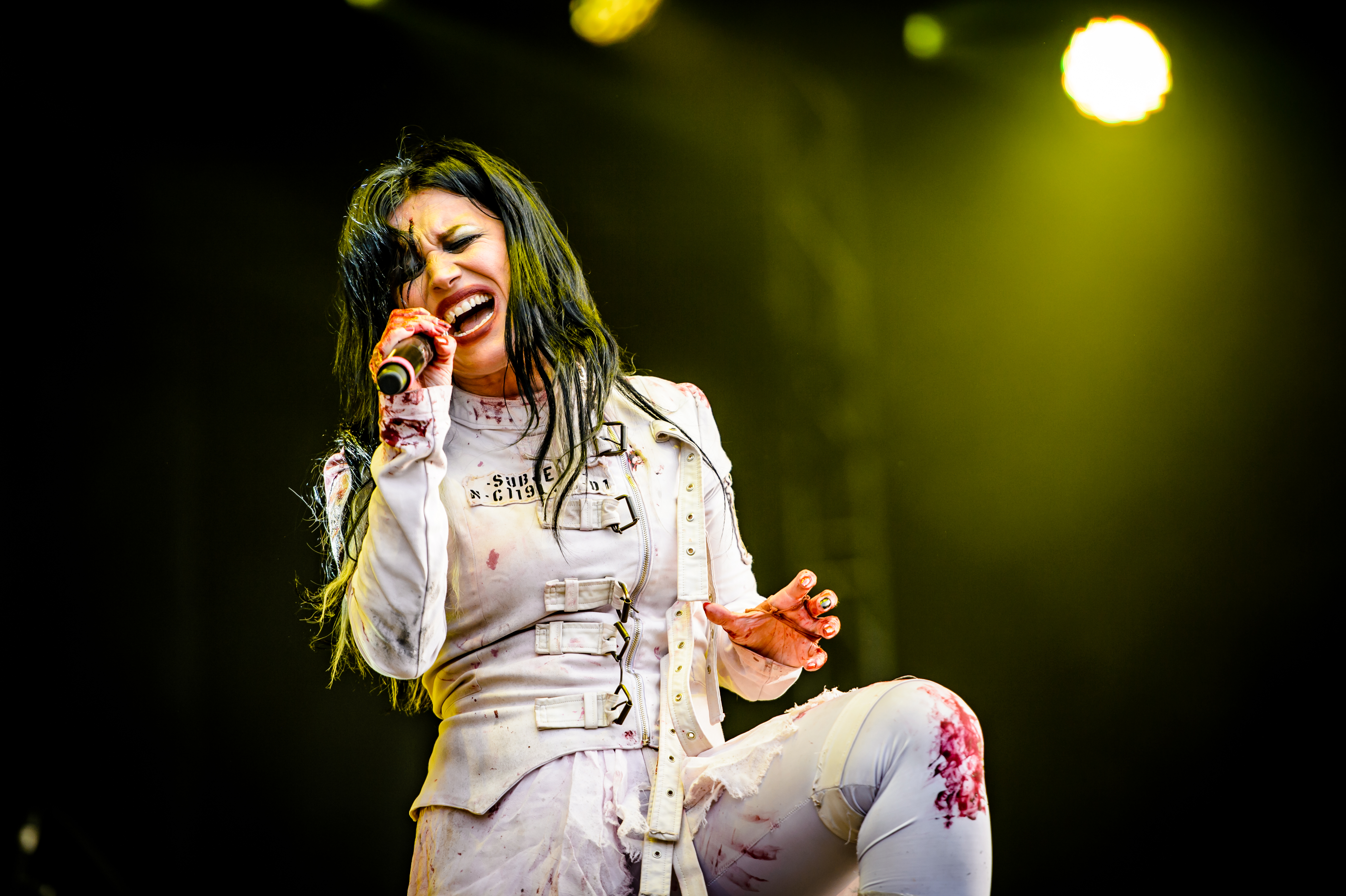
Cristina Scabbia, 2017 beim RockHarz

Nachdem die Band im Sommer 2013 erstmals in Vietnam gespielt hatte, begannen Lacuna Coil im September des gleichen Jahres mit den Aufnahmen für das nächste Studioalbum. Mit Jay Baumgardner arbeitete die Band mit einem neuen Produzenten zusammen. Im Februar 2014 gab die Band bekannt, dass Broken Crown Halo für Gitarrist Cris „Pizza“ Migliore und Schlagzeuger Cristiano „CriZ“ Mozzati der letzte Einsatz mit der Band war. Sie verließen die Band, in der sie seit 1998 waren, um sich mehr auf ihre Familien konzentrieren zu können. Am 31. März 2014 erschien das neue Album Broken Crown Halo in Deutschland. Mozatti wurde durch Ryan Folden ersetzt, der zuvor bereits als Live-Musiker aushalf.
Mitte Januar 2016 verließ Marco Biazzi die Band während der Aufnahmen für ihr am 27. Mai 2016 erschienenes achtes Studioalbum Delirium, da er seiner Meinung nach nichts mehr zur Band beitragen könne. Daraufhin übernahm Bassist Marco Coti Zelati die Gitarre. Für die Gitarrensoli wurden mehrere Gastmusiker verpflichtet. Bei den Konzerten im Jahr 2016 spielten Daniel Sahagun und Diego „Didi“ Cavallotti, der auch schon an dem Album Delirium beteiligt war, Gitarre. Cavallotti ist auch bei den Konzerten im Jahr 2017 dabei. Als Support der Europatourneen 2016/2017 dienten u. a. Forever Still und Cellar Darling. Die Band trat 2017 erneut auf dem Wacken Open Air auf.

### Seit 2018: Biografie undBlack Anima
Im November 2018 veröffentlichte die Band ihre erste Biografie unter dem Titel Nothing Stands In Our Way. Anfang Juli 2019 kündigte die Band ihr neuntes Studioalbum Black Anima an, welches am 11. Oktober 2019 erschien. Nach einer Promotiontour durch Nordamerika (September/Oktober 2019) folgte eine Europa-Tournee mit Eluveitie und Infected Rain (November/Dezember 2019).
Im Juni 2021 veröffentlichte die Band ihr Live-Album Live from the Apocalypse, das im September 2020 aufgrund der COVID-19-Pandemie als Streamingkonzert für das Alcatraz Hard Rock & Metal Festival aufgenommen wurde.

## Stil
Die Grundlage ihrer Musik bilden Metal-Klänge, begleitet von melodischen Gitarrenläufen mit leichten Einflüssen von Popmusik und (seit dem Album Karmacode) Nu Metal. Eine Besonderheit der Band ist der zweifache Gesang, einmal von Cristina Scabbia und als Gegenpart die männliche Stimme von Andrea Ferro. Während bei den meisten Bands des Genres eine Sopranstimme auf gutturalen Gesang trifft, singt Cristina Scabbia in der tiefen Frauenstimme Alt.
Haupteinflüsse der Band sind unter anderem Paradise Lost, Tiamat, Type O Negative, aber auch genrefremde Bands wie Depeche Mode. Ihre Coverversion von Depeche Modes „Enjoy the Silence“ wurde 2006 als Single veröffentlicht.

## Diskografie
Studioalben

| Jahr | Titel Musiklabel                 | Höchstplatzierung, Gesamtwochen, AuszeichnungChartplatzierungen (Jahr, Titel, Musiklabel, Platzierungen, Wochen, Auszeichnungen, Anmerkungen) | Höchstplatzierung, Gesamtwochen, AuszeichnungChartplatzierungen (Jahr, Titel, Musiklabel, Platzierungen, Wochen, Auszeichnungen, Anmerkungen) | Höchstplatzierung, Gesamtwochen, AuszeichnungChartplatzierungen (Jahr, Titel, Musiklabel, Platzierungen, Wochen, Auszeichnungen, Anmerkungen) | Höchstplatzierung, Gesamtwochen, AuszeichnungChartplatzierungen (Jahr, Titel, Musiklabel, Platzierungen, Wochen, Auszeichnungen, Anmerkungen) | Höchstplatzierung, Gesamtwochen, AuszeichnungChartplatzierungen (Jahr, Titel, Musiklabel, Platzierungen, Wochen, Auszeichnungen, Anmerkungen) | Höchstplatzierung, Gesamtwochen, AuszeichnungChartplatzierungen (Jahr, Titel, Musiklabel, Platzierungen, Wochen, Auszeichnungen, Anmerkungen) | Anmerkungen                                            |
| Jahr | Titel Musiklabel                 | DE | AT | CH | UK | US | IT | Anmerkungen                                            |
| ---- | -------------------------------- | --- | --- | --- | --- | --- | --- | ------------------------------------------------------ |
| 1999 | In a Reverie Century Media       | — | — | — | — | — | — | Erstveröffentlichung: 16. Februar 1999                 |
| 2001 | Unleashed Memories Century Media | DE72 (1 Wo.)DE | — | — | — | — | — | Erstveröffentlichung: 18. Januar 2001                  |
| 2002 | Comalies Century Media           | DE45 (3 Wo.)DE | — | — | — | US178 (4 Wo.)US | — | Erstveröffentlichung: 23. September 2002               |
| 2006 | Karmacode Century Media          | DE43 (2 Wo.)DE | AT52 (1 Wo.)AT | CH61 (2 Wo.)CH | UK47 (2 Wo.)UK | US28 (9 Wo.)US | IT17 Silber · (25 Wo.)IT | Erstveröffentlichung: 31. März 2006 Verkäufe: + 20.000 |
| 2009 | Shallow Life Century Media       | DE52 (1 Wo.)DE | AT68 (1 Wo.)AT | CH64 (1 Wo.)CH | UK42 (1 Wo.)UK | US16 (6 Wo.)US | IT25 (7 Wo.)IT | Erstveröffentlichung: 17. April 2009                   |
| 2012 | Dark Adrenaline Century Media    | DE36 (1 Wo.)DE | AT53 (2 Wo.)AT | — | UK48 (1 Wo.)UK | US15 (3 Wo.)US | IT18 (7 Wo.)IT | Erstveröffentlichung: 27. Januar 2012                  |
| 2014 | Broken Crown Halo Century Media  | DE40 (1 Wo.)DE | AT55 (1 Wo.)AT | CH37 (1 Wo.)CH | UK45 (1 Wo.)UK | US27 (1 Wo.)US | IT13 (5 Wo.)IT | Erstveröffentlichung: 1. April 2014                    |
| 2016 | Delirium Century Media           | DE33 (1 Wo.)DE | AT40 (1 Wo.)AT | CH30 (1 Wo.)CH | UK42 (1 Wo.)UK | US33 (1 Wo.)US | IT11 (3 Wo.)IT | Erstveröffentlichung: 27. Mai 2016                     |
| 2019 | Black Anima Century Media        | DE15 (2 Wo.)DE | AT37 (1 Wo.)AT | CH13 (1 Wo.)CH | UK45 (1 Wo.)UK | US87 (1 Wo.)US | IT23 (3 Wo.)IT | Erstveröffentlichung: 11. Oktober 2019                 |
| 2025 | Sleepless Empire Century Media   | DE20 (1 Wo.)DE | AT28 (1 Wo.)AT | CH14 (1 Wo.)CH | — | — | IT30 (1 Wo.)IT | Erstveröffentlichung: 14. Februar 2025                 |